# 相馬秀胤
相馬 秀胤（そうま ひでたね、? - 慶長2年1月15日（1597年3月3日））は、安土桃山時代の武将。通説では相馬治胤の嫡男（『寛政重修諸家譜』）。異説では相馬胤晴の子で治胤と養子関係にあったと言われている。下総国守谷城を治めた下総相馬氏の当主。実弟に相馬胤信がいる（これは両説ともに共通する）。
相馬胤晴の死後、庶流の治胤（胤晴の娘婿）が胤晴の嫡子相馬整胤を倒して家督を奪っている。この時期の相馬氏の系譜は混乱していて、二つの系譜が存続するがどちらが正しい系譜かは定かではない。
ただ、治胤との関係は思わしくなかったらしく、天正17年（1589年）の豊臣秀吉の後北条氏討伐（小田原征伐）に際してに治胤・胤永兄弟が小田原城に籠城したのに対して、留守を守る秀胤は秘かに徳川家康に内応して治胤の5000石を与えられた（にもかかわらず、治胤が家名再興に奔走していることから、治胤と秀胤の父子関係に疑問が持たれている）。文禄の役においては、家康に随従して名護屋城に赴いたが、程なく病死している。このため、代わりに弟の胤信に3,000石を与えられるが、病のために関ヶ原の戦いに出陣できずに病没して改易されている。